# Juan Cruz Alli
Juan Cruz Alli Aranguren, né à Pampelune (Navarre, Espagne) le 21 septembre 1942, est un juriste et homme politique, président de la députation forale de Navarre entre 1991 et 1995.